# Lubliniec (stacja kolejowa)
Lubliniec – stacja kolejowa w Lublińcu, w województwie śląskim w Polsce. Według klasyfikacji PKP ma kategorię dworca lokalnego.

## Ruch pasażerski
| Rok  | Wymiana roczna | Wymiana pasażerska na dobę | miejsce w Polsce |
| ---- | -------------- | -------------------------- | ---------------- |
| 2017 | 511 000        | 1 400                      |                  |
| 2018 | 548 000        | 1 500                      |                  |
| 2019 | 657 000        | 1 800                      |                  |
| 2020 | 476 000        | 1 800                      |                  |
| 2021 | 584 000        | 1 600                      |                  |
| 2022 |                | 2 200                      |                  |

## Krótki opis
Stacja znajduje się obok dworca głównego PKS w Lublińcu, przy pl. Niepodległości, na skraju dzielnicy Śródmieście Wschodnie. W 2012 roku rozpoczął się remont całego dworca, który pochłonął 2,5 mln zł.